# Richard Murunga
Richard Murunga est un boxeur kényan né le 22 avril 1949 à Amagoro au Kenya et mort le 26 octobre 2018 à Nairobi dans le même pays.

## Carrière
Richard Murunga remporte aux Jeux olympiques d'été de 1972 à Munich la médaille de bronze dans la catégorie poids welters.

## Palmarès

### Jeux olympiques
- Médaille de bronze en -67 kg aux Jeux de 1972 à Munich (Allemagne).

### Championnats d'Afrique
- Médaille d'or en -67 kg en 1972 à Nairobi, Kenya